# الدين في جنوب إفريقيا
الدين في جنوب إفريقيا، المسيحية هي الدين الأكثر شيوعاً في دولة جنوب إفريقيا، تمثل الطوائف المسيحية مجتمعة حوالي 85٪ من إجمالي سكان جنوب إفريقيا.

## السكان
تعتبر جنوب إفريقيا دولة علمانية ذات تعداد سكاني متنوع دينيًا، يضمن دستورها حرية الدين، وتضم العديد من الديانات في المجتمع والتنوع العرقي والإقليمي لسكان البلاد.

## المسيحية
وصلت المسيحية إلى جنوب إفريقيا مع المستوطنين الأوروبيين في عام 1652، عندما عملت شركة الهند الشرقية الهولندية بتأسيس مكاتب لإعادة تموين الطعام والوقود إلى السفن التي تسافر بين الإمبراطورية الهولندية وجنوب شرق وجنوب آسيا، والذين قاموا بتأسيس مدينة كيب تاون وببناء دور العبادة المسيحية، وقد تعزز ذلك بوصول الهوغونوتيين الفرنسيين للبلاد، وبعد الاحتلال البريطاني للرأس الرجاء الصالح في عامي 1795 و1806.
خلال القرن العشرين، كانت غالبية السكان من أصل أوروبي من المسيحيين البروتستانت، يتواجد الغالبية في مقاطعات كيب الشمالية 97.9%، وفي فري ستيت 95.5% بها أعلى نسبة من المسيحيين.
يوجد في جنوب إفريقيا حاليًا 3.8 مليون كاثوليكي. 2.7 مليون منهم من مجموعات عرقية إفريقية سوداء مختلفة، مثل الزولو والخوسا والسوتو، يتحدث معظم الكاثوليك البيض اللغة الإنجليزية، ينحدر الغالبية العظمى من المهاجرين الأيرلنديين والإيطاليين.

## الإسلام
الدين الإسلامي في جنوب إفريقيا هو دين أقلية، يعتنقه حوالي 1.6٪ من إجمالي مجموع السكان.
انتشر الإسلام في جنوب إفريقيا على ثلاث مراحل. المرحلة الأولى: عندما هجرت فيها هولندا المسلمين الحرفيين والسجناء والمنفيين السياسيين قسريًا من جزر الهند الشرقية الهولندية والتي استمرت من حوالي عام 1652 إلى منتصف القرن التاسع عشر.
المرحلة الثانية: هي هجرة العمال بالسخرة من الراج البريطاني للعمل في حقول قصب السكر في ناتال بين عامي 1860 و1868، وعام 1874.
المرحلة الثالثة: والتي أعقبت نهاية الفصل العنصري، فقد تميزت بموجة من المسلمين الأفارقة الذين وصلوا إلى شواطئ جنوب إفريقيا وجوارها، يضاف إلى ذلك عدد كبير من المسلمين من الهند وباكستان الذين وصلوا كمهاجرين اقتصاديين.
غالبية المسلمين في جنوب إفريقيا هم من أهل السنة والجماعة، ويوجد عدد قليل من الأحمديين، خاصة في كيب تاون.

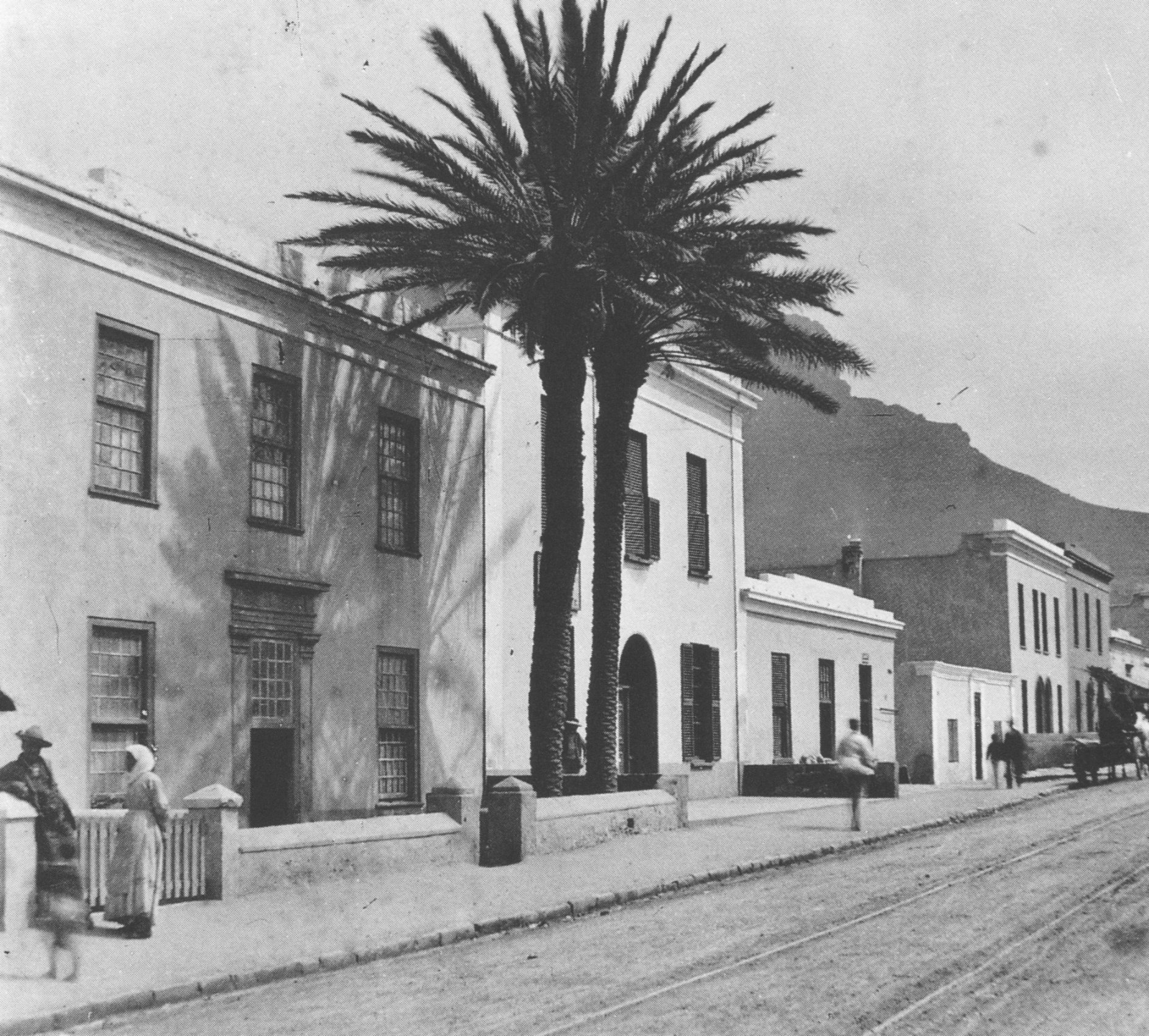
مسجد شجرة النخيل في جنوب إفريقيا

بني المسجد الأول في عام 1794، هو مسجد يقع في حي بو كاب في كيب تاون، جنوب إفريقيا، ويُعرف بأنه أول مسجد تم إنشاؤه في البلاد.

## الهندوسية
تنتشر الهندوسية في مقاطعات مختلفة في جنوب إفريقيا، ولكن بشكل أساسي في كوازولو ناتال، وفقًا لتعداد عام 2001 فإن حوالي 1.22٪ من سكان جنوب إفريقيا يعتنقون الديانة الهندوسية.
الهندوس الحاليين في مقاطعات جنوب إفريقيا هم العمال الذين جلبتهم الحكومة الاستعمارية البريطانية، من عام 1860 إلى عام 1919، للعمل في المزارع وعمليات التعدين المملوكة للمستوطنين الأوروبيين.

## البهائية
بدأت البهائية في جنوب إفريقيا في البلاد عام 1911. وظل عدد قليل من البهائيين حتى عام 1950 عندما استقرت أعداد كبيرة من رواد البهائية الدوليين في جنوب إفريقيا. 

## اليهودية
بدأ تاريخ اليهود في جنوب إفريقيا بشكل رئيسي في ظل الإمبراطورية البريطانية، باتباع نمط عام من الاستيطان الأوروبي المتزايد في القرن التاسع عشر.
تختلف الجالية اليهودية في جنوب أفريقيا عن نظيراتها في البلدان الإفريقية الأخرى من حيث أن الأغلبية بقيت في القارة بدلاً من الهجرة إلى إسرائيل.

## المورمونية
المورمونية هي عقيدة مسيحية دينية سائدة، أسس هذه الحركة جوزيف سميث الابن في بداية عام 1820،
انتشرت المورمونية لأول مرة في مستعمرة كيب عندما أُرسل أول مبشرين من قديسي الأيام الأخيرة إلى ما يُعرف الآن بجنوب إفريقيا.
في عام 1903 أعيد تأسيس البعثة إلى جنوب إفريقيا وحافظت الكنيسة على وجودها هناك منذ ذلك الحين.

## الديانات الصينية في جنوب إفريقيا
تمارس أغلبية الجالية الصينية في جنوب إفريقيا الحرية في اختيار دينهم ومعتقداتهم الفلسفية.